# Microrégion de Fernandópolis
La microrégion de Fernandópolis est l'une des huit microrégions qui subdivisent la mésorégion de São José do Rio Preto de l'État de São Paulo au Brésil.
Elle comporte 11 municipalités qui regroupaient 104 216 habitants en 2006 pour une superficie totale de 2 809 km².

## Municipalités[1]
- Estrela d'Oeste
- Fernandópolis
- Guarani d'Oeste
- Indiaporã
- Macedônia
- Meridiano
- Mira Estrela
- Ouroeste
- Pedranópolis
- São João das Duas Pontes
- Turmalina